# Grameen Bank
Grameen Bank (Гремин Банк, бенг. গ্রামীণ ব্যাংক) — бангладешская микрофинансовая организация и банк. Название можно перевести на русский язык как «Сельский банк».
Деятельность банка началась в 1976 с исследовательского проекта профессора Университета Читтагонга Мухаммада Юнуса по созданию системы обеспечения банковскими услугами беднейших слоёв населения Бангладеш. В 1983 году Grameen Bank был зарегистрирован как независимый банк. В 2006 году совместно с основателем за свою деятельность по кредитованию бедного сельского населения страны банк стал лауреатом Нобелевской премии мира.

## История создания
После получения докторской степени по экономике в Университете Вандербильта Мухаммад Юнус вернулся в Бангладеш. Во время 1976 года, когда страна переживала недавний массовый голод, он дал 42-м фермерам небольшой заём — 27 долларов США каждому по щадящим условиям кредитования. Эта суммы было достаточно, чтобы начать небольшое дело. Беседуя с людьми, Юнус узнал, что многим из них для осуществления планов необходима совсем небольшая сумма. Результаты убедили его, что расширение подобной практики могло бы поспособствовать уменьшению бедности населения в сельских районах Бангладеш.
Идеи, использованные в будущем при создании банка, Юнус брал из собственного опыта и исследований. При поддержке Университета Читтагонга он провёл исследование по микрокредитованию «Rural Economics Project». Деревни неподалёку от университета и стали первыми районами, в которых Grameen Bank («сельский банк» на санскрите) целенаправленно начал вести свою деятельность. После успеха проекта, при поддержке центрального государственного банка зона его действия распространилась и на другие части Бангладеш, включая округ Тангайл, в котором находится северная часть столицы страны, Дакки.
2 октября 1983 года государство признало Grameen Bank независимой банковской организацией. При получении официального статуса Юнусу помог чикагский ShoreBank и грант Фонда Форда. Отделения банка распространились на всю страну, в 2006 году их насчитывалось более 2 тысяч. К 2005 году сумма выданных им кредитов составила 4,7 миллиардов долларов США, к 2008 — 7,6 миллиардов. Подобные банки открылись более чем в 40 странах мира.
Первая подобная организация в своём роде, Grameen Bank и его основатель Мухаммад Юнус получили в 2006 году Нобелевскую премию мира. От лица банка премию получила Моссамат Таслима Бегум, успешная предпринимательница, начавшая бизнес с помощью микрокредита Grameen Bank в 20 долларов, который она потратила на покупку козы. Банк стал первой финансовой организацией, выигравшей Нобелевскую премию мира. Глава Нобелевского комитета в своей речи заявил, что таким образом они хотели поддержать достижения мусульманского мира, права женщин и борьбу с бедностью. Победа была с восторгом воспринята жителями Бангладеш.
В 2011 году, под давлением правительства Бангладеш, Юнус ушел из Grameen Bank.

## Принципы деятельности
1. Мы обязуемся исповедовать четыре главные ценности Grameen Bank: Дисциплина, Единство, Стойкость и Трудолюбие.
2. Мы обязуемся заботиться о благосостоянии наших семей.
3. Мы не должны жить в ветхих домах. Мы обязуемся ремонтировать их и строить новые.
4. Мы обязуемся выращивать овощи круглый год. Мы должны есть много овощей и продавать то, что не съедено.
5. Во время посевного сезона мы обязуемся высаживать как можно больше семян.
6. Мы обязуемся сдерживать рост наших семей. Нам следует сокращать свои затраты. Мы должны следить за своим здоровьем.
7. Мы обязуемся дать образование нашим детям и убедиться в том, что у них есть деньги на образование.
8. Мы обязуемся содержать своих детей и окружающую среду в чистоте.
9. Мы обязуемся делать выгребные ямы.
10. Мы обязуемся пить воду из скважин. Если их нет, то кипятить воду и использовать квасцы.
11. Мы не должны давать приданое за наших дочерей и не должны брать приданое на свадьбах сыновей. Мы должны освободить наши общины от проклятия этой традиции. Мы должны отказаться от детских браков.
12. Мы не должны сами совершать несправедливые поступки и допускать несправедливость вокруг нас.
13. Мы обязуемся объединять усилия, чтобы делать большие инвестиции для получения больших доходов.
14. Мы всегда должны быть готовы помочь друг другу. Если кто-то оказался в беде, мы должны ему помочь.
15. Узнав о нарушении дисциплины в одной из наших общин, мы обязуемся пойти туда и навести порядок.
16. Мы обязуемся принимать участие во всех общественных событиях.

Оригинальный текст (англ.)16 Decisions

1. We shall follow and advance the four principles of Grameen Bank: Discipline, Unity, Courage and Hard work – in all walks of our lives.
2. Prosperity we shall bring to our families.
3. We shall not live in dilapidated houses. We shall repair our houses and work towards constructing new houses at the earliest.
4. We shall grow vegetables all the year round. We shall eat plenty of them and sell the surplus.
5. During the planting seasons, we shall plant as many seedlings as possible.
6. We shall plan to keep our families small. We shall minimise our expenditures. We shall look after our health.
7. We shall educate our children and ensure that they can earn to pay for their education.
8. We shall always keep our children and the environment clean.
9. We shall build and use pit-latrines.
10. We shall drink water from tubewells. If it is not available, we shall boil water or use alum.
11. We shall not take any dowry at our sons' weddings, neither shall we give any dowry at our daughters' weddings. We shall keep our centre free from the curse of dowry. We shall not practice child marriage.
12. We shall not inflict any injustice on anyone, neither shall we allow anyone to do so.
13. We shall collectively undertake bigger investments for higher incomes.
14. We shall always be ready to help each other. If anyone is in difficulty, we shall all help him or her.
15. If we come to know of any breach of discipline in any centre, we shall all go there and help restore discipline.
16. We shall take part in all social activities collectively.

Банк известен своей системой солидарного кредитования, в соответствии с которой заёмщики образуют группу обычно из пяти человек. Затем группа выбирает лидера, который и разрабатывает план действий по вложению кредитных средств. Члены группы не являются созаёмщиками и не несут ответственность за невозврат кредита кем-либо из членов группы. Тем не менее, как показала практика, заёмщики, как правило, прилагают определённые усилия для помощи в возврате кредита другим членам группы. Между заёмщиком и банком не заключается договоров, соглашение базируется на обоюдном доверии.
Особенностью деятельности банка является также необходимость принятия клиентами 16-ти решений, которые не являются какими-либо обязательствами перед банком, а включают в себя обещания по повышению качества собственной жизни заёмщиков, такие, например, как обязательство пить воду только из бутылок, либо кипячёную, обязательство по обеспечению собственных детей образованием, и так далее.
Отношения между банком и клиентами базируются на доверии, микрокредиты выдаются без какого-либо обеспечения. При этом доля возвращённых кредитов составляет около 98 %. В то же время доля кредитов, возвращённых с нарушением срока, порой составляет до 20 %. Абсолютное большинство (97 %) клиентов банка составляют женщины. Как одно из положительных последствий деятельности банка отмечено существенное (в два раза) сокращение домашнего насилия в отношении женщин, получивших кредит.

## Критика
Некоторые аналитики полагают, что микрокредитование может втянуть людей в такие долги, из которых они никогда не смогут выбраться. При этом критикуются высокие ставки в размере 2 % в месяц, 24 % в год, что по сравнению с российскими аналогами 2000—2016 годов (МФО с 300—800 % годовых) звучит несерьезно. Исследователи отмечают случаи, когда микрокредиты от Grameen Bank усиливали эксплуатацию людей, банк вынуждал бедные семьи продать свои вещи включая одежду, и даже советовал заемщикам продавать своих детей доводя людей до экстремальных случаев унижения и в конечном итоге до самоубийства.
Банк также подвергался критике со стороны мусульманского духовенства. Имам Маулана Ибрагим ещё в 1993 году заявлял, что банк действует вопреки устоям ислама. По его заявлениям, при получении кредита женщин заставляли клясться, что они не будут подчиняться своим мужьям.